# Mała Szatra
Mała Szatra (1293 m n.p.m.) – miejsce będące umownym zakończeniem Królowego Grzbietu w polskich Tatrach Zachodnich. Nazwa jest ludowego pochodzenia. Nie jest to wierzchołek, lecz część grzbietu, która dla ludności dawniej miała jakieś znaczenie użytkowe bądź orientacyjne i nadano jej nazwę. Obecnie ma znaczenie topograficzne. Po północnej stronie, pomiędzy Małą Szatrą a Kotlinowym Wierchem znajdują się mokradła z naturalnymi stanowiskami kosodrzewiny. Dawniej rejon ten był wypasany, wchodził w skład Hali Kopieniec. Obecnie Małą Szatrę porasta młody las.
Nie prowadzą przez nią szlaki turystyczne. W jej rejonie znajduje się jednak kilka ścieżek. Od południowo-wschodniej strony jej strome (zwłaszcza w dolnej części) stoki tworzą orograficznie lewe obramowanie Doliny Suchej Wody.